# Кошиці I (округ)
Округ Ко́шиці I — міський район міста Кошиці.

## Населення
| Рік:            | 1994.  | 2004.   | 2014.   | 2024.   |
| --------------- | ------ | ------- | ------- | ------- |
| Кількість осіб: | 65 057 | 68 089  | 67 842  | 62 603  |
| Різниця:        |        | +4,66 % | -0,36 % | -7,72 % |

| Рік:            | 2023.  | 2024.   |
| --------------- | ------ | ------- |
| Кількість осіб: | 62 965 | 62 603  |
| Різниця:        |        | -0,57 % |

### Національний склад
- Словаки 88,0 %
- Угорці 4,3 %
- Цигани 1,7 %
- Чехи 1,3 %
- Українці/Русини 1,1 %

### Конфесійний склад
- Католики 56,3 %
- Греко-католики 6,9 %
- Лютерани 4,5 %
- Реформати 2,6 %
- Православні 1,5 %
- Свідки Єгови 0,5 %

## Автомагістралі
В окрузі прокладені наступні автомобільні шляхи:
- автошляхи I категорії — 7,801 км
- автошляхи II категорії — 16,331 км
- автошляхи III категорії — 9,586 км